# فل

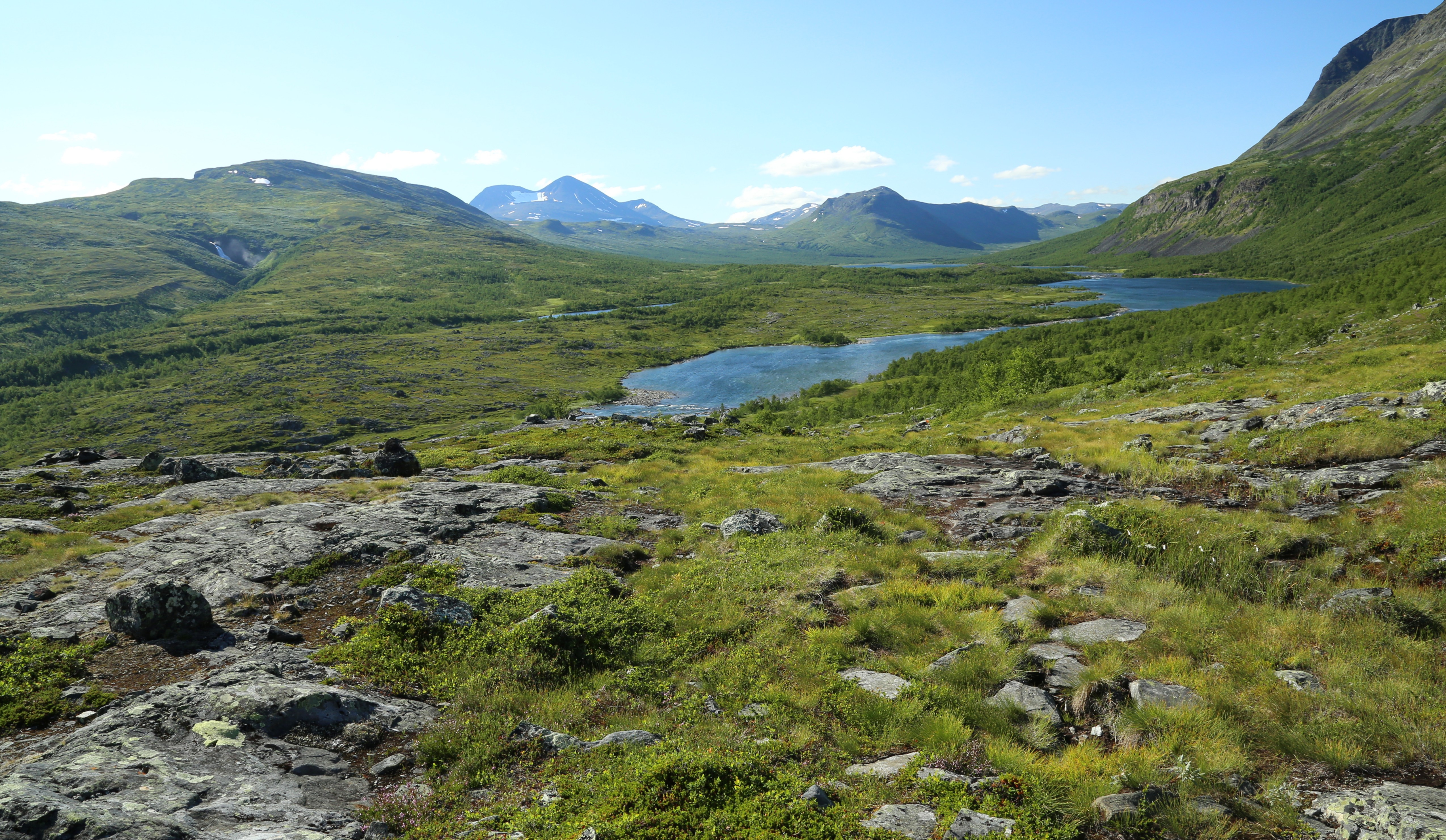
منظره Fjäll در پارک ملی پادیلانتا، لاپلند سوئد

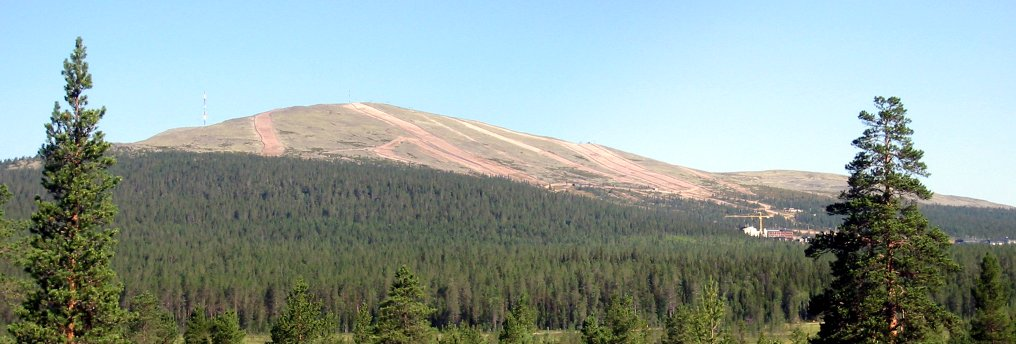
فل Ylläs در کولاری، لاپلند فنلاند

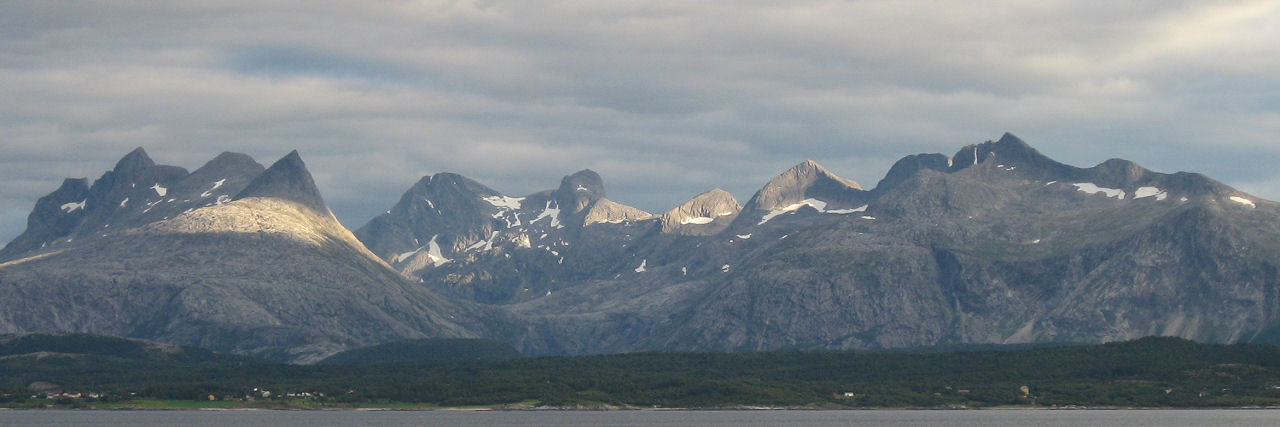
فل Børvasstindene در نروژ، نزدیک بودو

فل (fell، از زبان نورس باستان fjall، یعنی «کوه»  ) یک چشم‌انداز بلند و بایر، مانند یک کوه یا تپه‌ماهور است. این واژه و تعریف آن، بیشتر در فنواسکاندیا، ایسلند، جزیره من و بخش‌هایی از شمال انگلستان و اسکاتلند به‌کار می‌رود.